# Brian McConnachie
Brian McConnachie est un scénariste et acteur américain né le 23 décembre 1942 à Garrison (État de New York) et mort le 5 janvier 2024 à Venice (Floride).

## Biographie

### Carrière
Il est surnommé « le Clark Kent de la Comédie » par l’un de ses amis.

#### Écriture et Scénarios
En 1981, il fonde le magazine d’humour The American Bystandera, dont il est l’éditeur et le rédacteur en chef. Il contribuera aussi à sa relance en 2015, avec Michael Gerber. McConnachie a également écrit les livres : Elmer and the Chicken vs. Big L, (1992), et Blowing Smoke: The Wild and Whimsical World of Cigars - avec une caricature de David Letterman sur la couverture (1997).

#### Programmes pour enfants

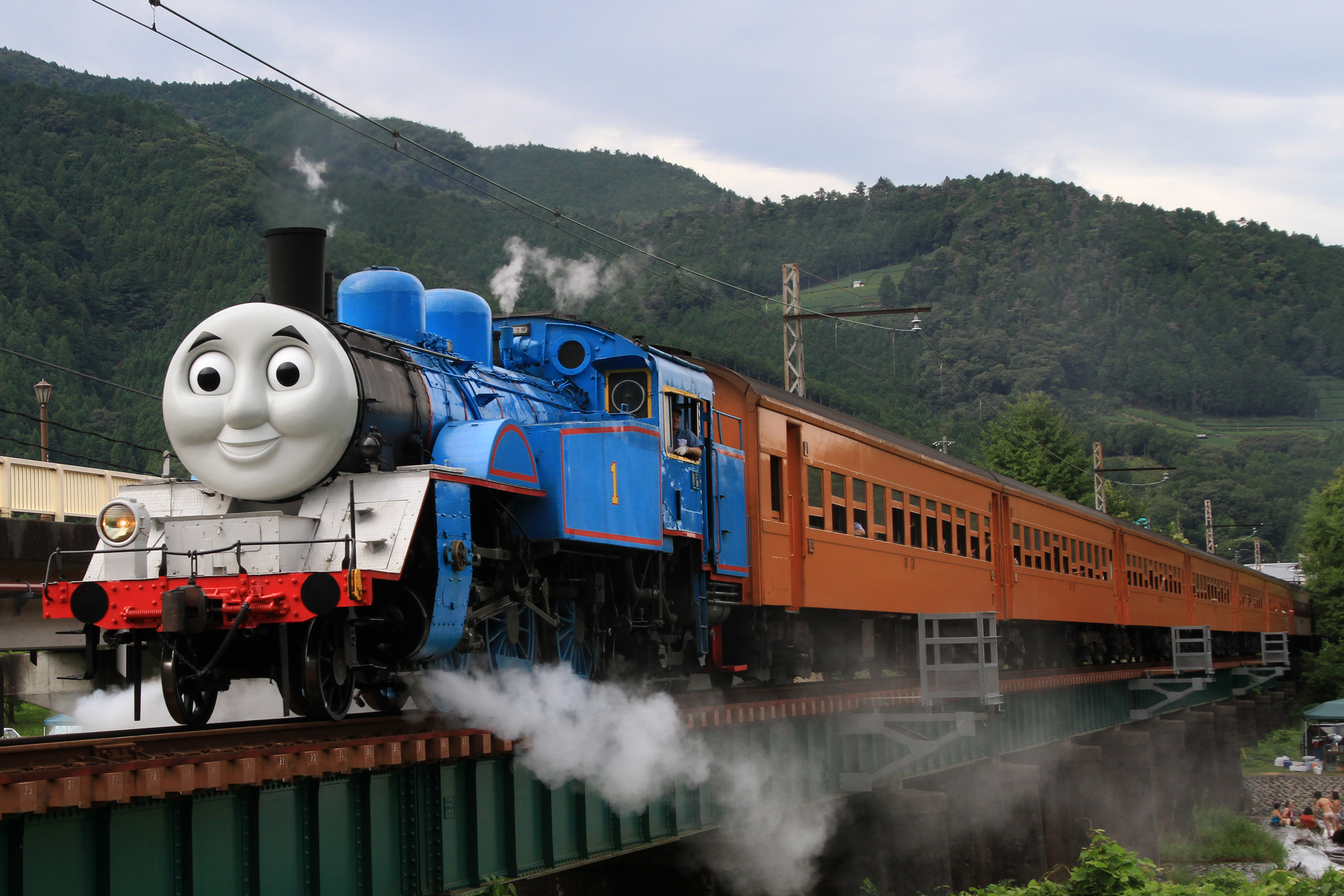
Thomas et ses amis

Il participe à l’écriture de programmes pour enfants à la télévision : de 1989 à 1995, Shining Time Station (qui introduit « Thomas, la Locomotive » aux États-Unis), et à Noddy (Oui-Oui) de 1998 à  2000.
En 2013, il écrit l’épisode n°20 (24e saison) de la série d’animation The Simpson’s : The Fabulous Faker Boy.

#### Acteur
Brian McConnachie a joué  dans Le golf en folie ! (1980), The Adventures of Bob & Doug McKenzie: Strange Brew (1983) et dans sept films de Woody Allen : il apparaît dans Husbands and Wives (1992), Bullets Over Broadway (1994), Don't Drink the Water (téléfilm 1994), Deconstructing Harry (1997), Celebrity (1998), Small Time Crooks (2000) et The Curse of the Jade Scorpion (2001).

### Vie privée
Brian McConnachie est est marié à Ann, il est le père de Mary, et a trois petits enfants. Il meurt à Venice (Floride), le 5 janvier 2024, à l’âge de 81 ans, de complications dues à la maladie de Parkinson.

## Filmographie

### Scénariste

#### PourLes Simpson
| Année | Titre           | Titre original         | Saison | Épisode | Réalisateur  |
| ----- | --------------- | ---------------------- | ------ | ------- | ------------ |
| 2013  | Un talent caché | The Fabulous Faker Boy | 24     | 20      | Bob Anderson |

#### Autres
- 1976 : The TVTV Show
- 1978-1996 : Saturday Night Live (21 épisodes)
- 1981 : SCTV Network 90 (8 épisodes)
- 1985 : The Best of John Belushi
- 1986 : The Best of Dan Aykroyd
- 1988 : Encyclopedia
- 1990 : Earthday Birthday
- 1993 : Shining Time Station (1 épisode)
- 1994 : Shining Time Station: Second Chances
- 1994 : Shining Time Station: Queen for a Day
- 1994 : Shining Time Station: Once Upon a Time
- 1998 : Noddy (1 épisode)

### Acteur

#### Cinéma
- 1979 : Mr. Mike's Mondo Video : un scientifique
- 1980 : Le Golf en folie : Drew Scott
- 1983 : Strange Brew : Ted
- 1990 : Quick Change : le directeur de la banque
- 1992 : Maris et Femmes : le père de Rain
- 1993 : Nuits blanches à Seattle : Bob
- 1993 : Six Degrés de séparation : l'invitée de Mme Bannister
- 1994 : Coups de feu sur Broadway : Mitch Sabine
- 1997 : Harry dans tous ses états de Woody Allen : Dr Reese
- 1998 : Celebrity
- 2000 : Escrocs mais pas trop : Paul Milton
- 2001 : Le Sortilège du scorpion de jade : le participant de Voltan
- 2002 : Influences : Jamie Hoff
- 2004 : Marie and Bruce

#### Télévision
- 1979 : Saturday Night Live (1 épisode)
- 1989 : Le Secret de Château Valmont (2 épisodes)
- 1994 : Don't Drink the Water : le journaliste de Washington